# 影丸穣也
影丸 穣也（かげまる じょうや、本名：久保本 稔、1940年1月3日 - 2012年4月5日）は、日本の漫画家。代表作は『空手バカ一代』『ワル』など。旧ペンネームは影丸 譲也（読みは同じ）。

## 来歴
大阪市港区出身。幼少時に広島県倉橋島に移る。大阪市立市岡中学校を卒業後、職業訓練学校で自動車整備士の免許を取得し整備工場に勤務するが、1年もせずに退職する。無職でぶらぶらしていた時期に貸本漫画屋で借りたさいとう・たかをの『空気男爵』に影響を受け、漫画を描き始める。日の丸文庫や東光堂に原稿を持ち込むなどの経緯を経て、1957年、単行本『怪獣男爵』（あたみ出版）でデビュー。日の丸文庫を中心に貸本漫画を執筆する。
1961年（昭和36年）漫画雑誌『漫画王』に『拳銃エース』を連載して人気を博すると1963年（昭和38年）に上京、東京都国分寺に居を構える。1966年（昭和44年）『週刊少年マガジン』に『ワル』などを執筆。同年JKプロを創設した。
代表作には『八つ墓村』『悪魔が来りて笛を吹く『（横溝正史の名探偵・金田一耕助の事件簿シリーズ）や『白鯨』『怪奇大作戦』『私は貝になりたい』『空手バカ一代』『ワル』など多数。2003年には『ワル・最終章』を成人雑誌に掲載。ペンネームを影丸穣也に変更。その後NHKの人気番組『プロジェクトX』やNHK大河ドラマ『義経』の漫画版を制作。影丸穣也によって漫画化された後、映画化・Vシネマ化された作品も多数ある。また、漫画家としての活動以外に国際護道連盟の名誉顧問を務めた。
2012年4月5日、膵臓癌のため逝去、72歳没。

## 作品リスト
（貸本時代）
- 怪獣男爵（久保本實（実）名義）B6判単行本（あたみ社）
- 怪竜湖の謎（影丸譲也名義）「魔像」10号（日の丸文庫）

（その他）
- カミカゼ
- 空手バカ一代（原作・梶原一騎）
- 三国志曹操伝（光栄コミック）
- じんじんの仁（原作・小松君郎）
- セイガク嵐（原作・三木孝祐）
- ゼロレーサー
- 大城塞
- トヨタ喜一郎（原作・木本正次）
- 日本の地獄（原作・福田善之・佐藤信）
- 武夫原頭に草萌えて（原作・梶原一騎）
- 白鯨（原作・ハーマン・メルヴィル　構成・梶原一騎）
- ピストン堀口物語（原作・梶原一騎）
- コミック版プロジェクトX挑戦者たち・厳冬黒四ダムに挑む（NHKプロジェクトX制作班原作。宙出版）
- 八つ墓村（原作・横溝正史）
- 野望球団（原作・牛次郎）
- 私は貝になりたい（構成・橋本忍・原作・加藤哲太郎）
- ワル（原作・真樹日佐夫）
- ブラックマネーゲーム　マンガ地下経済の実態（原作・きむらはじめ）
- 巨人のサムライ 炎（原作・梶原一騎）
- 欲望学園（原作・西塔紅一）
- けものみち（原作・真樹日佐夫）
- 弔鐘はるかなり（原作・北方謙三）

## 映画化作品
- けんか空手 極真拳 （東映、1975年）
- 空手バカ一代 （東映、1977年）

## アシスタント
- 谷村ひとし
- 長尾文子